# Martin Ruland el Joven
Martin Ruland el Joven (11 de noviembre de 1569-23 de abril de 1611), también conocido como Martinus Rulandus o Martin Rulandt, fue un médico y alquimista alemán.

## Biografía
Nació en la ciudad bávara de Lauingen, hijo del médico y alquimista Martin Ruland el Viejo.
Ruland el Joven practicó en Ratisbona durante la década de 1590 y más tarde en Praga. En esta última, perteneció al séquito del emperador Rodolfo II en la corte de los Habsburgo, que durante el reinado de este promovió el estudio de la alquimia y la astrología. Rodolfo II confirió nobleza a Ruland el Joven en 1608.
El Lexicon alchemiae (Diccionario de alquimia) de Ruland de 1612 es citado por el psicólogo suizo Carl Gustav Jung en sus escritos sobre alquimia. Arthur Edward Waite tradujo el libro al idioma inglés.
Ruland el Joven también fue el editor de las obras de su padre.

## Obras
- Lapidis philosopici vera conficiedi ratio ("El verdadero método para completar la piedra filosofal") (1606)
- "Defensa de la alquimia" (1607)
- Progymnasmata alchemiae sive problemata chymica (1607)
- Lexicon alchemiae sive dictionarium alchemistarum ("Diccionario de alquimia") (1612)

## Edición en castellano
- Ruland, Martin (2001). Diccionario de alquimia. MRA. ISBN 9788488865656.

- Datos: Q111738